# Condado de Jackson (Iowa)
El condado de Jackson (en inglés: Jackson County, Iowa), fundado en 1837, es uno de los 99 condados del estado estadounidense de Iowa. En el año 2000 tenía una población de 20 296 habitantes con una densidad poblacional de 12 personas por km². La sede del condado es Maquoketa.

## Geografía
Según la Oficina del Censo, el condado tiene un área total de 1683 km² (649,8 mi²), de la cual 1647 km² (635,9 mi²) es tierra y 35 km² (13,5 mi²) es agua.

## Historia
El Condado de Jackson se formó el 21 de diciembre de 1837. Fue nombrado después del presidente Andrew Jackson.

### Condados adyacentes
- Condado de Dubuque norte
- Condado de Jo Daviess, Illinois noreste, a través del río Misisipi
- Condado de Carroll, Illinois este, a través del río Misisipi
- Condado de Clinton sur
- Condado de Jones oeste

## Demografía
En el 2000 la renta per cápita promedia del condado era de $34 529, y el ingreso promedio para una familia era de $42 526. El ingreso per cápita para el condado era de $17 329. En 2000 los hombres tenían un ingreso per cápita de $29 334 contra $20 577 para las mujeres. Alrededor del 10.30% de la población estaba bajo el umbral de pobreza nacional.
| 1900   | 1910   | 1920   | 1930   | 1940   | 1950   | 1960   | 1970   | 1980   | 1990   | 2000   |
| ------ | ------ | ------ | ------ | ------ | ------ | ------ | ------ | ------ | ------ | ------ |
| 23 615 | 21 258 | 19 931 | 18 481 | 19 181 | 18 622 | 20 754 | 20 839 | 22 503 | 19 950 | 20 296 |

## Lugares

### Ciudades
- Andrew
- Baldwin
- Bellevue
- La Motte
- Maquoketa
- Miles
- Monmouth
- Preston
- Sabula
- St. Donatus
- Spragueville
- Springbrook

### Comunidades no incorporadas
- Canton
- Green Island

### Ciudades fantasmas
| - Alma - Amoy - America - Bridgeport - Brookfield - Buckhorn - Canton | - Carrollport - Centerville - Charleston - Charkstown - Cobb - Coloma - Copper Creek | - Cottonville - Crabb - Crabb's Mill - Crabbtown - Deventersville - Duggan - Duke | - Emeline - Fremont - Fulton - Garry Owen - Gordon's Ferry - Hickory Grove - Higginsport | - Hugo - Hurstville - Fairfield - Farmers Creek - Franklin - Iron Hill - East Iron Hill | - Isabel - Lainsville - Lowell - Millrock - Mount Algor - Nashville - New Castle | - New Rochester - North Maquoketa - Otter Creek - Ozark - Pass - Prairie Springs - Rolley | - Silsbee - Smiths Ferry - Springfield - Spruce Mills - Sterling - Sullivan - Summer Hill | - Sylva - Tetes des Morts - Union Center - Van Buren - Wagonersburgh - Waterford - Wickliffe |

### Principales carreteras
- U.S. Highway 52
- U.S. Highway 61
- U.S. Highway 67
- Carretera de Iowa 62
- Carretera de Iowa 64